# División de Zhob
La división de Zhob (en urdu : ژوب ڈویژن) es una subdivisión administrativa de la provincia de Baluchistán en Pakistán. Cuenta con 1,5 millones de habitantes en 2017, y su capital es Loralai.
Como todas las divisiones pakistaníes, fue derogada en 2000 y luego restablecida en 2008.
La división reagrupa los distritos siguientes:
- Barkhan
- Killa Saifullah
- Loralai
- Musakhel
- Sherani
- Zhob